# Kwantyzacja (technika)
Kwantyzacja to nazwa grupy przekształceń sygnałów (np. dźwięku, obrazu, wartości odczytanej z czujnika), która zmniejsza precyzję sygnałów, aby mogły one zostać przetworzone przez jakieś urządzenie. Przykładem kwantyzacji jest konwersja analogowo-cyfrowa, która sygnał analogowy (liczbę rzeczywistą) przekształca w ograniczony zbiór liczb całkowitych, dzięki czemu możliwa jest dalsza obróbka tego sygnału przy pomocy komputera. Innym przykładem kwantyzacji jest ograniczenie liczby kolorów w obrazie -- zwykle obrazy mogą zawierać do 16 milionów kolorów, podczas gdy wyświetlacz może być w stanie wyświetlić np. 32 tysiące lub 260 tysięcy kolorów. W takich przypadkach kwantyzacja zmniejsza liczbę kolorów w obrazie przy zachowaniu możliwie najwyższej jakości.
Formalnie kwantyzacja to nieodwracalne nieliniowe odwzorowanie statyczne zmniejszające dokładność danych przez ograniczenie ich zbioru wartości. Zbiór wartości wejściowych dzielony jest na rozłączne przedziały. Każda wartość wejściowa wypadająca w określonym przedziale jest w wyniku kwantyzacji odwzorowana na jedną wartość wyjściową przypisaną temu przedziałowi, czyli tak zwany poziom reprezentacji. W rozumieniu potocznym proces kwantyzacji można przyrównać do "zaokrąglania" wartości do określonej skali.
Wartości wejściowe muszą zostać jednoznacznie skojarzone z poziomami reprezentacji, dlatego przedział dopuszczalnych wartości wejściowych jest dzielony na podprzedziały; punkty podziału są nazywane poziomami decyzyjnymi, ich liczba jest o jeden mniejsza od liczby poziomów reprezentacji. Każda wartość należąca do danego podprzedziału jest zastępowana przez poziom reprezentacji przypisywany do danego przedziału. Poziomem reprezentacji może być górna bądź dolna granica przedziału, jednak najczęściej jest nią wartość ze środka przedziału. Takie rozwiązanie skutkuje minimalizacją błędu średniokwadratowego, jednak tylko pod warunkiem, że rozkład prawdopodobieństwa wartości wejściowych jest stały w danym przedziale. Warunek ten jest w przybliżeniu spełniony, jeśli szerokości przedziałów kwantyzacji są bardzo małe.

## Kwantyzacja sygnału analogowego

Kwantyzacja sygnału analogowego

Sygnał analogowy (np. napięcie, prąd) może przyjmować dowolne wartości, systemy cyfrowe natomiast są w stanie przetwarzać tylko sygnały reprezentowane słowami o skończonej liczbie bitów. Taka reprezentacja wymaga zatem skończonej liczby poziomów reprezentacji. W tym przypadku kwantyzacja to proces polegający na przypisaniu wartości analogowych do najbliższych poziomów reprezentacji, co wiąże się z nieuniknioną i nieodwracalną utratą informacji. 
W procesie analogowo-cyfrowego przetwarzania sygnału, czyli zamiany analogowego na cyfrowy, kwantyzacja jest najczęściej etapem następującym po próbkowaniu).
Wejściowy sygnał analogowy jest zatem aproksymowany poziomami reprezentacji, a różnica pomiędzy wartością skwantowaną i oryginalną jest nazywana błędem kwantyzacji. Rozmieszczenie i liczba poziomów kwantyzacji oraz rozmieszczenie poziomów decyzyjnych determinują dokładność.

## Rodzaje kwantyzacji
Rozróżnia się dwa rodzaje kwantyzacji:
- skalarna, w której kwantowane są niezależnie pojedyncze wartości;
- wektorowa, w której kwantowanych jest jednocześnie kilka wartości (co najmniej dwie).

Kwantyzacja skalarna może być:
- równomierna (ang. uniform),
- nierównomierna (ang. nonuniform).

Przy kwantyzacji równomiernej różnica pomiędzy sąsiednimi poziomami decyzyjnymi jest jednakowa, przy kwantyzacji nierównomiernej tak nie jest.
Kwantyzacja nierównomierna jest stosowana tam gdzie rozkład prawdopodobieństwa wartości analogowych nie jest jednostajny. Gdy w jakimś przedziale wartości pojawiają się częściej niż w innych, jest mu przypisywane odpowiednio więcej poziomów kwantyzacji, dzięki czemu błąd kwantyzacji maleje. Istnieje możliwość wyznaczenia poziomów decyzyjnych i reprezentacji, tak aby błąd średniokwadratowy był dla danego rozkładu minimalny i w praktyce stosuje się do tego iteracyjny algorytm Maxa-Lloyda.
W przypadku kwantyzacji wektorowej odpowiednikami przedziałów kwantyzacji są bryły w przestrzeni wielowymiarowej zwane komórkami, przy czym liczba wymiarów zależy od liczby wymiarów kwantowanych wektorów (liczba jednocześnie kwantowanych wartości). Odpowiednikami poziomów decyzyjnych są ściany pomiędzy komórkami (płaszczyzny lub hiperpłaszczyzny), a odpowiednikami poziomów reprezentacji są centroidy komórek. Istnieje wielowymiarowy odpowiednik algorytmu Maxa-Lloyda optymalizujący kwantyzator wektorowy: algorytm Lindego-Buzo-Graya.
Kwantyzację można również stosować do sygnału, który już był wcześniej skwantowany. Taki zabieg zazwyczaj zmniejsza wymaganą liczbę bitów kosztem zmniejszenia dokładności reprezentacji sygnału i jest częstym elementem technik kompresji danych.

## Przykład praktycznego wykorzystania
W sporze pomiędzy firmami Philips (która to optowała za 14-bitowym kwantyzerem dla standardu Compact Disc) a Sony (która preferowała kwantyzer 16-bitowy), wygrała ta druga, dzięki czemu obecny standard CD-Audio oferuje dynamikę (parametr SNR) na poziomie 96 dB. Wynika to z faktu, że w standardzie zastosowano kwantyzację równomierną (PCM), dla której każdy dodatkowy bit kwantyzera (podwojenie liczby poziomów kwantyzacji) podnosi wartość parametru SNR dla spróbkowanego sygnału o wartość 6 dB (6 dB/bit * 16 bit = 96 dB). Gdyby zwyciężyła propozycja firmy Philips, dzisiejsze płyty standardu Audio-CD oferowałyby możliwość nagrania tematu muzycznego o ok. 14% dłuższym czasie trwania, jednakże kosztem niższej dynamiki (84 dB w miejsce 96 dB) sygnału.